# Masumi Oshima
Masumi Oshima (em japonês:  大島 真寿美: Ōshima Masumi; 1962) é uma escritora japonesa agraciada com o 161.º Prêmio Naoki. Suas obras também chegaram a ser adaptadas para cinema e televisão, incluindo Chocolietta (2003), Nijiiro Tenki Ame (2009) e Bitter Sugar (2010).

## Carreira
Masumi Oshima nasceu em 1962. Ela foi criada em Nagoya e cresceu lendo ficção científica. Aos vinte anos, começou a escrever um roteiro para uma peça, mas acabou voltando a escrever romances. Em 1992, ela submeteu sua história Haru no Tejinaji ao novo concurso de escritores da revista Bungakukai e ganhou o 74.º Prêmio Bungakukai.
O romance de Oshima, Chocolietta (2003), sobre uma jovem que usa o filme de Federico Fellini, La strada, para se recuperar de sua dor, foi adaptado como obra cinematográfica pelo roteirista e diretor Shiori Kazawa. O filme estreou no Festival Internacional de Cinema de Tóquio em 2014 e foi lançado nacionalmente no ano seguinte. O romance de Oshima de 2009, Nijiiro Tenki Ame e sua sequência de 2010, Bitter Sugar, sobre três mulheres cuja amizade é testada quando se aproximam dos quarenta anos de idade, foram adaptadas para um drama da NHK em 2011 chamado Bitter Sugar e estrelado por Ryō, Emi Wakui e Sawa Suzuki.
Oshima foi nomeada pela primeira vez para o Prêmio Naoki em 2015 por seu romance Anata no Hontō no Jinsei wa (traduzido para o inglês: Your Real Life), uma história sobre um jovem escritor que descobre que as obras de um autor famoso são realmente escritas por outra pessoa. Quatro anos depois, ela ganhou o 161.º Prêmio Naoki por seu romance Uzu: Imoseyama Onna Teikin, Tamamusubi (Whirlpool: Husband and Wife Mountains, A Mirror of Virtuous Women, Requiem), uma obra de ficção histórica sobre o dramaturgo e marionetista do século XVIII Hanji Chikamatsu.

## Reconhecimento
- 1992: 74.º Prêmio Bungakukai.[1]
- 2019: 161.º Prêmio Naoki (2019上).[7]

## Obras
- Chocolietta, 2003, Kadokawa Shoten, ISBN 9784048734462
- Nijiiro Tenki Ame, 2009, Shogakukan, ISBN 9784094083385
- Bitter Sugar, 2010, Shogakukan, ISBN 9784093862790
- Anata no Hontō no Jinsei wa, 2014, Bungeishunjū, ISBN 9784163901367
- Uzu: Imoseyama Onna Teikin, Tamamusubi, 2019, Bungeishunjū, ISBN 9784163909875

### Obras adaptadas
Um ano após a publicação de Bitter Sugar, a obra foi adaptada pela NHK. Já em 2014, Chocolietta foi adaptada.